# The Other Side of Mars
The Other Side of Mars je debutové sólové studiové album kytaristy Micka Marse, vydané 24. února 2024 přes Marsovo vydavatelství 1313 a produkované Michaelem Wagenerem. Album se nahrávalo a vydalo po odchodu Marse ze skupiny Mötley Crüe. Album se umístilo v žebříčku UK Rock & Metal Albums na 14. místě.
Na albu vystupují Paul Taylor (Winger), Jacob Bunton (Adler), Brion Gamboa, Ray Luzier (Korn) a Chris Collier.
Mars pojmenoval album podle svého záměru ukázat jinou stránku sebe jako hudebníka, ačkoli kritici neviděli rozdíl. Album, sestávající z grunge a hard rocku bylo chváleno kritiky, zejména za zahrnutí Buntonových hlavních vokálů.

## Seznam skladeb
| Pořadí         | Název                | Autor                                | Délka |
| -------------- | -------------------- | ------------------------------------ | ----- |
| 1.             | Loyal to the Lie     | Mick Mars, Jacob Bunton, Paul Taylor | 3:52  |
| 2.             | Broken on the Inside | Mars, Bunton, Taylor                 | 3:23  |
| 3.             | Alone                | Mars, Bunton, Taylor                 | 4:55  |
| 4.             | Killing Breed        | Mars, Taylor                         | 5:45  |
| 5.             | Memories             | Mars, Bunton, Taylor                 | 3:38  |
| 6.             | Right Side of Wrong  | Mars, Bunton, Taylor                 | 3:14  |
| 7.             | Ready to Roll        | Mars, Bunton, Taylor                 | 3:11  |
| 8.             | Undone               | Mars, Taylor                         | 4:39  |
| 9.             | Ain't Going Back     | Mars, Bunton, Taylor                 | 2:50  |
| 10.            | LA Noir              | Mars                                 | 3:42  |
| Celková délka: | Celková délka:       | Celková délka:                       | 39:09 |

## Obsazení
- Mick Mars – kytary
- Jacob Bunton – zpěv
- Paul Taylor – klávesy
- Ray Luzier – bicí
- Chris Collier – baskytara
- Brion Gamboa – zpěv (4, 8)